# Saint-Cyr-sur-Menthon
Saint-Cyr-sur-Menthon település Franciaországban, Ain megyében. Lakosainak száma 1867 fő (2022. január 1.). Saint-Cyr-sur-Menthon Perrex, Saint-Genis-sur-Menthon, Saint-Jean-sur-Veyle és Bâgé-Dommartin községekkel határos.

## Népesség
A település népessége az elmúlt években az alábbi módon változott:
| Lakosok száma | 809  | 983  | 1243 | 1515 | 1719 | 1746 | 1776 | 1793 | 1822 | 1867 |
|               | 1968 | 1982 | 1990 | 2006 | 2013 | 2015 | 2017 | 2019 | 2020 | 2022 |